# جامعه ادو

طبقات اجتماعی جامعه ادو در ژاپن تحت شوگون‌سالاری توکوگاوا در دوره ادو

جامعه ادو اشاره به جامعه ژاپن تحت حکمرانی شوگون سالاری توکوگاوا در طی دوره ادو از سال ۱۶۰۳ تا ۱۸۶۸ میلادی دارد. جامعه ادو یک جامعه فئودالی یا ارباب‌رعیتی با طبقه‌بندی دقیق اجتماعی و آداب و رسوم و مقرراتی بود که برای تضمین ثبات سیاسی در نظر گرفته شده بود. مردم ژاپن بر اساس چهار شغل وراثتی به یک سلسله‌مراتب از طبقات اجتماعی منصوب می‌شدند. امپراتور ژاپن و اشراف درباری طبقه حاکم رسمی ژاپن بودند اما قدرت نداشتند. شوگون از خاندان توکوگاوا، دایمیو (فئودال‌ها و امیران محلی) و ملازمان آنها که از طبقه سامورایی بودند کشور ژاپن را از طریق سیستم قلمرورهای فئودالی اداره می‌کردند. اکثر جامعه ادو معمولاً به طبقات خرده‌دهقان‌پیشه، صنعتگران صنعتگران و بازرگان و گروه‌های مختلف نجس‌ها تقسیم شده بودند.
باکوماتسو از ۱۸۵۳ به مخالفت فزاینده ای با بافت جامعه ادو منجر شد و پس از اصلاحات میجی در سال ۱۸۶۸ این سیستم برچیده شد.

## زمینه تاریخی
فئودالیسم، طبقه‌بندی اجتماعی و رده‌بندی صحیح ریز افراد در ژاپن مدت‌ها قبل از دوره ادو وجود داشته‌است، و شروع آن با از زمان اصلاحات تایکا در سال ۶۴۵ بعد از میلاد و آغاز سیستم حقوقی ریتسوریو است که از سیستم حقوقی سلسله تانگ چین الگو گرفته شده بود. این اصلاحات به دنبال یک کودتای مهم و ویرانگر توسط سوگا نو امیشی صورت گرفت، با این حوادث نه تنها خاندان‌های ژاپنی را نابود کرد، بلکه شکافی را در آیین بومی ژاپن، کو-شینتو، ایجاد کرد، و راه را برای تلفیق‌گرایی آیین بودایی-شینتو هموار کرد. اصلاحات تایکا «چسب قانونی» بود که برای خنثی کردن تلاش‌های آینده کودتا ضروری تلقی شد و سیستم ریتسوریو منجر به تشکیل کاست‌های ژاپنی بر پایه ریتسوریو در ژاپن شد. با این وجود، جنگ‌های مکرر و بی‌ثباتی سیاسی در قرن‌های بعدی ژاپن را آزار می‌داد و فرصت‌های بی شماری را برای غصب و بسیج مواضع در صفوف اجتماعی فراهم می‌کرد. ایده‌های کنفوسیوس‌گرایی از چین همچنین به عنوان یک الگو از نسخه‌های دقیق اجتماعی مورد توجه قرار گرفت.
شوگون‌سالاری آشیکاگا هنگامی که بر ژاپن به عنوان یک شوگون‌سالاری (باکوفو) فئودال در دوره موروماچی از سال ۱۳۳۸ تا ۱۵۷۳ بر ژاپن حکومت می‌کرد، یک سیستم طبقاتی آزاد را ایجاد کرد. سقوط شوگون‌سالاری آشیکاگا از سال ۱۴۶۷ به دوره سنگوکو (یا «عصر دولت‌های متخاصم») که با وضعیت آشفتگی اجتماعی و جنگ داخلی مدام همراه بود انجامید. توکوگاوا ایه‌یاسو از خاندان توکوگاوا و ارتش شرقی او پس از نبرد سکیگاهارا در سال ۱۶۰۰، با شکست ارتش غربی تویوتومی هیده‌یوری و پایان دادن به جنگ‌های داخلی سنگوکو، به عنوان پیروز میدان درآمد. ایه‌یاسو شوگون‌سالاری توکوگاوا را به عنوان یک دولت جدید فئودالی ژاپن تأسیس کرد که در آن خودش شوگون بود. با این حال، ایه‌یاسو به خصوص در مورد تحرک اجتماعی بسیار احتیاط می‌کرد، زیرا تویوتومی هیده‌یوشی، یکی از همسالان او و یک کانپاکو (مشاور سلطنتی) که قبل از او فرمانروای ژاپن شد، در طبقات پایین جامعه متولد شده بود و سپس و به قدرتمندترین شخصیت سیاسی ژاپن تبدیل شد. خاندان توکوگاوا سعی در از بین بردن هرگونه مخالفت احتمالی در سراسر جامعه ژاپن از بالا به پایین برای تحکیم حاکمیت خود داشت.

## سیستم طبقه‌بندی توکوگاوا
توکوگاوا با ارائه سامانه ای از طبقه‌بندی دقیق اجتماعی، اکثریت ساختار اجتماعی ژاپن را در یک سلسله‌مراتب از طبقات اجتماعی سازماندهی کرد. به ژاپنی‌ها طبق حرفه خود یک طبقه موروثی اختصاص داده شد که به‌طور مستقیم توسط فرزندان آنها به ارث می‌رسد و این طبقات نیز طبق سلسله مراتب خود طبقه‌بندی شده بودند.

### اشراف

#### امپراتور
امپراتور ژاپن حاکم رسمی ژاپن در راس سلسله مراتب طبقاتی توکوگاوا بود. با این حال، امپراتور فقط یک دوژور حاکم بود که به عنوان شکل] به‌عنوان منبعی برای اقتدار شوگون عمل می‌کرد. به امپراتور و دربار امپراتوری در کیوتو واقع در کیوتو، پایتخت رسمی ژاپن، عملاً هیچ قدرت سیاسی داده نشده بود اما اعتبار آنها شکست ناپذیر بود.

#### اشراف درباری
اشراف درباری، کوگه، اشراف مدنی ژاپن و در مرتبهٔ دوم در سلسله مراتب طبقاتی توکوگاوا بودند. شبیه «امپراتور»، «کوگه» بسیار معتبر بود و در زمینه‌های فرهنگی نفوذ قابل توجهی داشت، اما قدرت سیاسی بسیار کمی داشت و فقط برای اهداف نمادین در خدمت کارمندان بود.

#### شوگون
شوگون  حاکم  دفاکتو  ژاپن و سوم در سلسله مراتب طبقاتی توکوگاوا بود. به‌طور رسمی، شوگون عنوانی برای یک ژنرال نظامی برجسته از طبقه «سامورایی» بود که توسط امپراتور با وظیفه دولت ملی منصوب شده بود. در واقع، شوگون یک دیکتاتوری نظامی بود که فقط انتصاب اسمی امپراتور بود که نهایت قدرت سیاسی را در ژاپن داشت، سیاست خارجی، نظامی و حمایت از فئودال را کنترل می‌کرد. شوگون موقعیتی موروثی بود که توسط اعضای خاندان توکوگاوا که از فرزندان مستقیم توکوگاوا ایه‌یاسو بودند، اداره می‌شد. شوگون و دولت او باکوفو در شهر پایتخت شوگون‌سالاری توکوگاوا ادو (توکیوی امروزی) در ولایت موساشی واقع در ۳۷۰ کیلومتری شرق کیوتو در منطقه کانتو مستقر بود.

#### دایمیو
دایمیوها اربابان فئودال سامورایی و در رده چهارم در سلسله مراتب طبقاتی توکوگاوا بودند. دایمیوها اعضای عالی‌رتبه سامورایی بودند و مانند شوگون بیشتر قدرت سیاسی واقعی ژاپن را در اختیار داشتند. دایمیو مسئول و مدیر در اداره دامنه‌های شخصی بزرگ خود یا املاک فئودالی خود بودند، این قلمروهای فئودالی هان نام داشتند، که به عنوان بخش‌های اداری غیررسمی تقسیمات کشوری همزمان با استان‌های قانونی عمل می‌کرد. اگر در سیستم مالیات توکوگاوا، ارزش قلمروی یک سامورایی ککوداکا با ۱۰٬۰۰۰ ککو (۵۰٬۰۰۰ بوشل) یا بیشتر ارزیابی می‌شد، یک مالک فئودالی به عنوان دایمیو (مالک بزرگ) در نظر گرفته می‌شد. دایمیو استقلال قابل توجهی داشت اما سیاست توکوگاوا در سانکین کوتای آنها را ملزم می‌کرد که هر ساله در ادو و قلمرو خود زندگی متناوب کنند. دایمیوها به شینپان که از بستگان خاندان توکوگاوا بودند و دایمیوهای فودای که قبل از نبرد سکیگاهارا به خاندان توکوگاوا پیوسته بودند و سرانجام دایمیوهای توزاما، کسانی که فقط پس از نبرد سکیگاهارا به توکوگاوا تسلیم شد، طبقه‌بندی می‌شدند.

### چهار طبقه اجتماعی

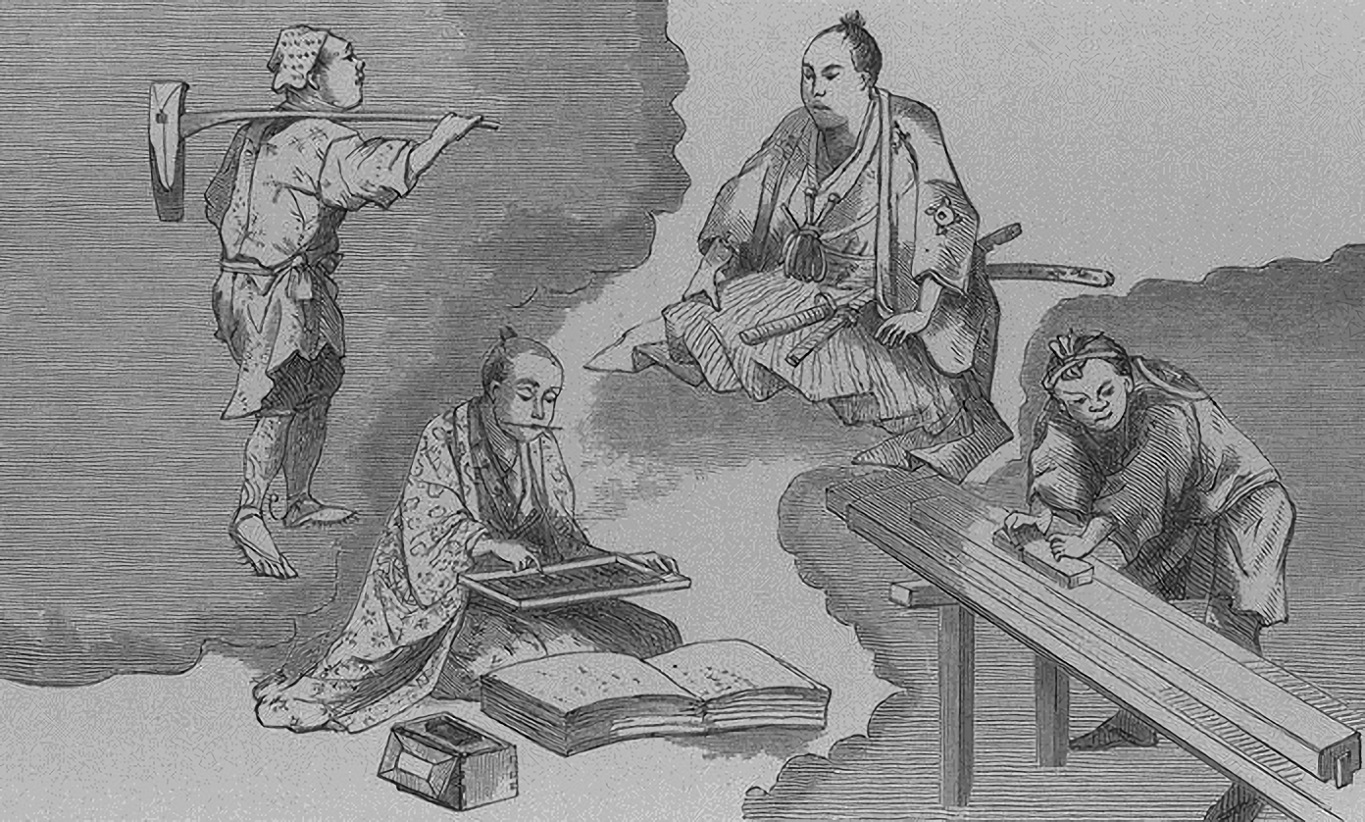
چهار طبقه جامعه در ژاپن در دوره ادو نقاشی شده توسط اوزاوا نانکوکو.

دولت توکوگاوا عمداً یک نظم اجتماعی به نام چهار طبقه جدید (شین نو کوشو) ایجاد کرد که کشور را به ثبات می‌رساند. چهار طبقه جدید مبتنی بر ایده‌های کنفوسیوس‌گرایی بود که از چین به ژاپن گسترش یافت و براساس ثروت یا سرمایه تنظیم نشده بود. با استفاده از این سیستم، باقی ماندهٔ غیر اشرافی جامعه ژاپن متشکل از سامورایی‌ها (士 shi)، دهقانان کشاورزی (農 nō)، صنعتگران (工 kō) و بازرگانان (商 shō) بودند. سامورایی‌ها در رأس طبقات چهارگانه جامعه قرار می‌گرفتند زیرا آنها الگوی نظم و اخلاق والا را برای پیروی از دیگران ایجاد می‌کردند. هدف این سیستم تقویت موقعیت قدرت آنها در جامعه با توجیه جایگاه حاکم آنها بود. با این حال، «شین نو کوشو» به‌طور دقیق جایگاه راهبان بودایی و شینتو را مشخص نمی‌کند، آنان در خارج از دربار امپراتوری بودند و همچنین در طبقات چهارگانه نیز گنجانده نشدند. در برخی موارد، یک سامورایی رده پایین وضعیت کمی بهتری از یک دهقان می‌توانست داشته باشد. با این وجود، ایجاد اختلاف بین طبقات به ویژه بین صنعتگران و بازرگانان در مناطق شهری، زمینه‌هایی را برای محدود کردن امتیازات و مسئولیت‌ها در طبقات مختلف را فراهم می‌کرد و حس نظم را به جامعه می‌داد. در عمل، به‌طور کلی روابط اجتماعی یکپارچه، به ایجاد ثبات سیاسی که دوره ادو را تعریف می‌کرد، کمک کرد.

#### سامورایی
سامورایی‌ها (جنگجویان) در طبقه‌بندی نجیب‌زادگی در ژاپن در رتبه پنجم در سلسله مراتب طبقه‌بندی دولت توکوگاوا بودند. سامورایی‌ها حدود ۱۰٪ از جمعیت را تشکیل می‌دادند و به عنوان سرباز در استخدام ارباب در یک رابطه فئودالی ارباب و جنگجو فعالیت می‌کردند. طبقات دیگر از داشتن شمشیرهای بلند یا کاتانا منع شدند و حمل یک درازشمشیر و یک شمشیر کوتاه نماد طبقه سامورایی شد. با این حال، خدمات آنها تقاضای محدودی داشت زیرا دوره ادو عمدتاً از تهدیدهای خارجی و درگیری‌های داخلی بری بود. در عوض، سامورایی‌ها مهارت‌های جنگی خود را بیشتر به عنوان یک نوع هنر حفظ کردند تا جهت جنگیدن. به سامورایی‌ها کمک هزینه‌ای از جانب اربابشان پرداخت می‌شد و این امر ارتباط آنها با پایگاه اقتصادی محدود می‌کرد. علاوه بر این، سامورایی‌ها نمی‌توانستند زمین داشته باشند، که به آنها مستقل از وظیفه درآمد می‌داد. سامورایی‌ها به‌طور کلی در اطراف قلعه ژاپنی متعلق به دایمیو زندگی می‌کردند، و یک شهر یا محیط شهری شکوفا را در وسط یک قلمرو ایجاد می‌کردند.
طبقه‌بندی‌های اجتماعی در طبقه سامورایی‌ها وجود داشت: سامورایی‌های سطح بالا مستقیم به دایمیوی خود دسترسی داشتند و می‌توانستند معتمدترین موقعیت‌های خود را داشته باشند، و برخی از آنها به سطحی از ثروت دست یافتند که به آنها اجازه می‌داد تا چندین ملازم سامورایی در خدمت خود داشته باشند. سامورایی‌های سطح میانی مواضع نظامی و دیوان‌سالاری را در اختیار داشتند و در صورت لزوم با دایمیوی خود ارتباط نیز برقرار می‌کردند. به سامورایی‌های سطح پایین به اندازه یک دستمزد کافی برای امرار معاش پرداخت می‌گردید و به عنوان نگهبان، پیام‌رسان و دفتریار کار می‌کردند. موقعیت‌های درون طبقه سامورایی عمدتاً ارثی بود و افراد با استعداد نمی‌توانستند بالاتر از چند مرحله اجتماعی فراتر از تولد خود قرار بگیرند.

#### دهقانان
خرده‌دهقان‌پیشه‌ها در رده سلسله مراتب طبقاتی توکوگاوا در رتبه ششم و از طبقه معمولی بودند.
دهقانان از نظر توکوگاوا بسیار مهم بودند زیرا آنها مهمترین کالا، غذا خوراک را تولید می‌کردند. طبق فلسفه کنفوسیوس، جامعه بدون کشاورزی نمی‌توانست دوام بیاورد. زندگی برای دهقانان محدوده روستایی به کشاورزی در روستاها و اطراف آنها محدود بود. دهقانان به ندرت از روستاهای خود کوچ می‌کردند و سفرها و زیارت به مجوز احتیاج داشت، اما جوانان گاهی به دنبال کار فصلی در خارج از روستای خود بودند. در نتیجه، مردم نسبت به افراد خارجی بسیار مشکوک بودند. پیوندهای اجتماعی که برای بقای کل روستا حیاتی است، از طریق جشنواره‌های فصلی نیز تقویت می‌شود. روستاها کاملاً جمعی بودند. فشارهای شدیدی برای انطباق وجود داشت و مجالی برای انحراف از عرف وجود نداشت. گرچه درگیری‌هایی وجود داشت، اما آنها به عنوان اخلال در نظم روستا شناخته می‌شدند و تا آنجا که ممکن بود محدود می‌شدند.
طبقه دهقان مالک زمین بود، اما حقوق مالیات دادن به این زمین به اربابان محلی داده شد. دهقانان تلاش می‌کردند تا در عین اینکه غذای کافی برای خود تولید کنند و از عهده پرداخت مالیات نیز برآیند. دهقان می‌توانستند مقدار نسبتاً زیادی ثروت جمع کنند اما به دلیل ارتباط با زمین در همان طبقه باقی می‌ماند. خانواده‌های ثروتمندتر و خانواده‌هایی که زمین خود را داشتند و مالیات می‌پرداختند، بسیار بالاتر در نظر گرفته می‌شدند و از نفوذ سیاسی بیشتری در امور روستاها برخوردار بودند. با این حال، بقای روستا به هر خانوار بستگی داشت که برای رفع فشار مالیاتی و غلبه بر بلایای طبیعی مانند قحطی با یکدیگر همکاری کنند. در طول حکومت شوگون سوم توکوگاوا ایه‌میتسو، کشاورزان مجاز به خوردن دانه‌ای از برنج‌هایی که رشد می‌کردند نبودند. آنها مجبور بودند همه چیز را به دایمیوی خود تحویل دهند و سپس منتظر بمانند تا او مقداری به عنوان خیرات به او پس بدهد.

#### صنعتگران

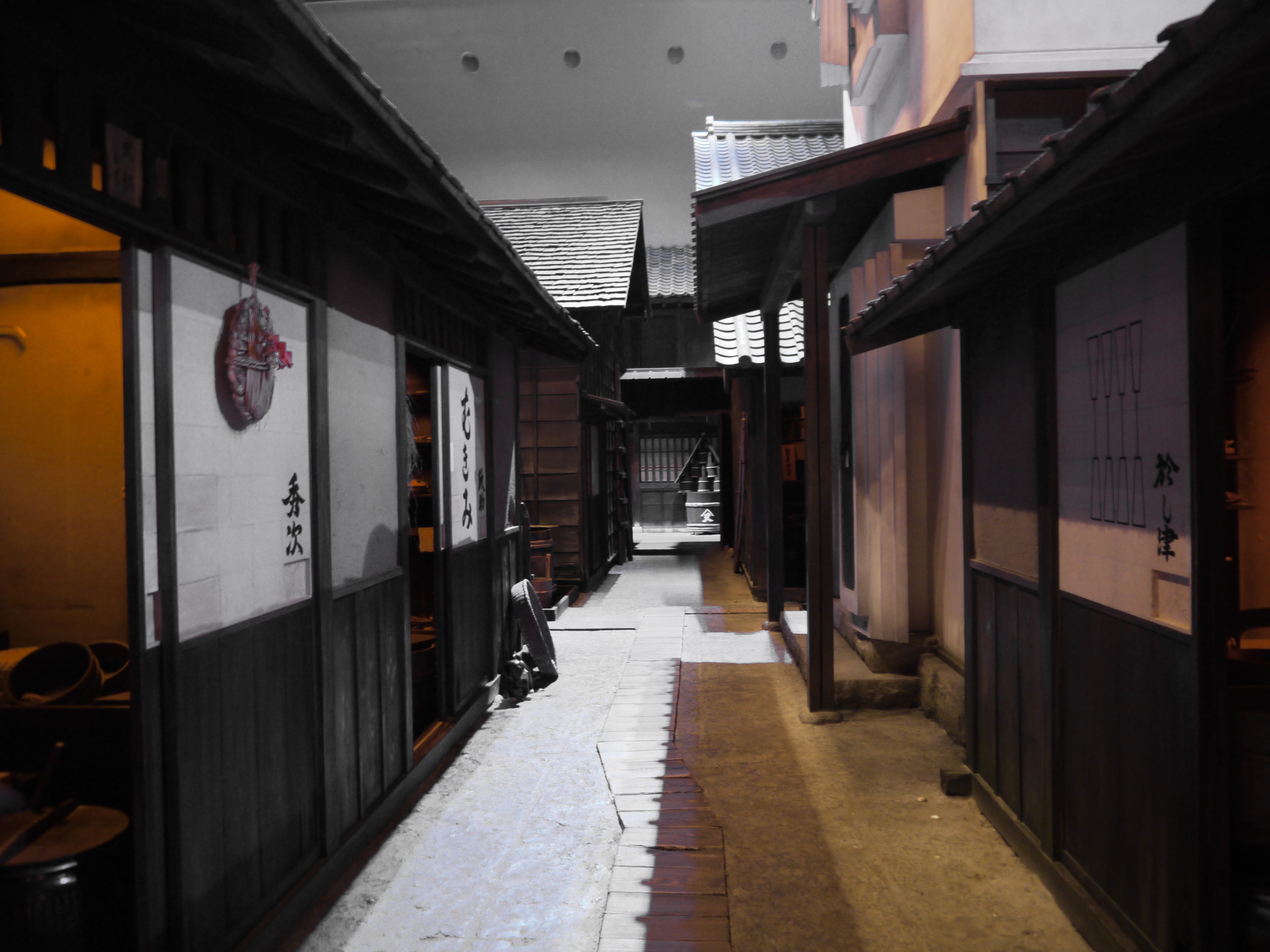
آپارتمان‌های منطقه طبقه کارگر در دوره ادو [https://www.kcf.or.jp/fukagawa/ موزه فوکاگاوا

صنعت‌گر‌ان هفتم رتبه در سلسله مراتب طبقاتی توکوگاوا و دومین طبقه معمولی بودند.
صنعتگران زیر دهقانان قرار می‌گرفتند زیرا تولیدکننده بودند اما کالاهای غیر ضروری تولید می‌کردند. صنعتگران به‌طور معمول در مناطق شهری زندگی می‌کردند و تا سال ۱۸۰۰ ممکن است ۱۰٪ از جمعیت ژاپن در مناطق بزرگ شهری زندگی کنند، که یکی از بالاترین سطح در جهان در آن زمان بود. دایمیوها و سامورایی‌های هیچ کالایی را تولید نمی‌کردند، اما آنها از مازاد مالیات زمین استفاده می‌کردند تا مصارف خود را تأمین کنند. نیازهای آنها توسط صنعتگران برآورده شد، آنها به اطراف قلعه‌ها نقل مکان کردند و محدود به زندگی در محله خود بودند.

#### بازرگانان

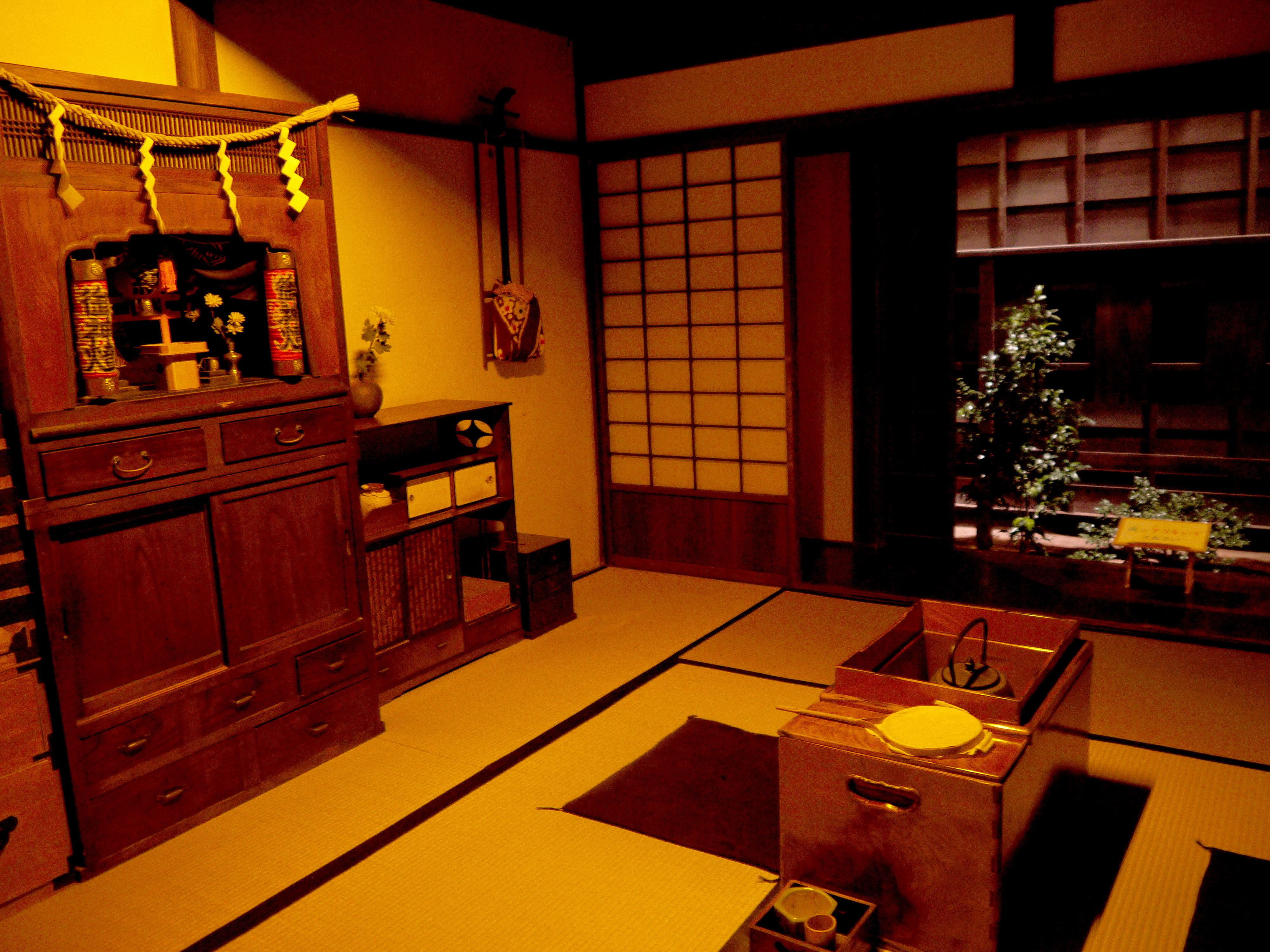
نمای داخلی خانه یک بازرگان در دوره ادو

بازرگانان در رده سلسله مراتب طبقاتی توکوگاوا در رتبه هشتم و سوم از کلاس مردم عادی بودند.
بازرگانان در انتهای سیستم طبقاتی رسمی قرار می‌گرفتند زیرا کالایی تولید نمی‌کردند و به دلیل وضعیت پایین آنها مجبور به شلوغ کردن کالاهای محلی و منطقه ای می‌شدند. بازرگانان، مانند صنعتگران، معمولاً در محله‌های خود در شهرها زندگی می‌کردند. در دوره ادو، علی‌رغم موقعیت اجتماعی، بازرگانان به‌طور فزاینده ای قدرت می‌گرفتند و بازرگانان برتر از احترام خاصی برخوردار بودند، اوساکا و بعداً ادو طبقه بازرگان تمرکز داشتند. خانه‌های بازرگان ثروتمند برای سازماندهی توزیع‌کنندگان و در اختیار داشتن انحصارات قانونی پدید آمدند. با رشد ثروتشان، بازرگانان می‌خواستند دارایی خود را به همان روشی که سامورایی مصرف می‌کند مصرف و به نمایش بگذارند، اما قوانین آنها را از این کار آشکارا بازمی‌داشت.

### نجس‌ها
در زیر طبقه بازرگان جوامع مختلفی وجود داشتند که در سیستم رسمی طبقاتی توکوگاوا گنجانده نشده بودند. این افراد نجس‌ها بودند که به یک دلیل یا دلیل دیگر از جامعه اکثریت ژاپن خارج بودند و به‌طور آشکاری در سطح جامعه مورد تبعیض قرار می‌گرفتند.

#### بوراکومین
بوراکومین مردمی در ژاپن بودند که شغل آنها نجس یا آلوده به مرگ تلقی می‌شد، مانند اعدام‌کنندگان (جلادان)، دست‌اندرکاران کار کفن و دفن، کارگران کشتارگاه، قصابها و دباغان. این مشاغل در مذهب شینتو کِه‌گاره (آلوده) به‌شمار می‌آمد؛ و در دوره ادو، بدنامی اجتماعی بودن یک بوراکومین به یک وراثت تبدیل شد.
بوراکومین‌ها گرچه از مردم عادی بودند، قربانی استراسیزم شدید بودند و در روستاها یا محله‌های گتو (مخصوص به خود) و به دور از بقیه مردم زندگی می‌کردند.

#### خارجیان
اقلیت‌های قومی در ژاپن به‌طور کلی از سیستم طبقاتی مستثنی بودند، اگرچه افراد خاصی از آنان در خدمت شوگون یا دایمیو بودند. سیاست انزواطلبانه توکوگاوا در ساکوکو ورود بیشتر خارجی‌ها را به ژاپن ممنوع کرده بود.

## نقش زنان
زندگی یک زن ژاپنی با توجه به موقعیت اجتماعی خانواده اش بسیار متفاوت بود. انتظار می‌رفت زنان در خانواده‌های سامورایی تسلیم مردان سرپرست خانوار خود شوند، اما با افزایش سن، در صورت فوت شوهرشان می‌توانند به عضویت در رتبه‌بندی خانواده درآیند. به کودکان دستور داده شد که حتی به عنوان بزرگسال به هر دو والدین احترام بگذارند. زنان از طبقات پایین به دلیل انتظارات اجتماعی، محدودیت کمتری داشتند و می‌توانستند نقشی اساسی در تجارت خانواده داشته باشند. از زنان دهقان انتظار می‌رفت که کارهای منزل را صبح زود قبل از کار در مزارع با اقوام مرد خود انجام دهند و بدون توجه به سن، اعضای مهم خانواده خود بودند.
ازدواج براساس جذابیت عاشقانه نبود. خانواده‌ها سعی کردند از ازدواج به عنوان راهی برای افزایش جایگاه اجتماعی خود یا در میان گروه‌های ثروتمند، برای افزایش نفوذ و دارایی‌های خود استفاده کنند. اغلب اوقات، ازدواج بین دو خانواده با وضعیت برابر اتفاق می‌افتد. باکرگی زنان در ازدواج در طبقات سامورایی مهم بود اما برای طبقات پایین بسیار کم‌اهمیت بود. پس از ازدواج، زنان درگرفتن شریک جنسی اضافی محدود شدند. با این وجود مردان طبقات بالا می‌توانستند زنان دیگری را اختیار کنند و با زنان مجرد نیز رابطه برقرار کنند. طلاق معمول بود و زنی از یک خانوار فقیر خیلی راحت می‌توانست شوهرش را ترک کند و به خانواده اصلی خود برگردد.

## فروپاشی
بنیان جامعه ادو نظم اجتماعی پایدار آن بود، اما تغییر در جامعه ژاپن طی دو قرن آینده شروع به به چالش کشیدن سیستم توکوگاوا کرد. افزایش شهرنشینی و افزایش مصرف‌گرایی باعث شد ثروت در خارج از طبقه سامورایی متمرکز شود، و علی‌رغم افزایش هزینه کالاها، هزینه‌های ثابت آنها افزایش نیاورد. هزینه سنگین آداب معاشرت اجتماعی باعث شد بسیاری از سامورایی‌ها وام‌دار خانواده‌های بازرگان شهری ثروتمند شوند. بازرگانان، از ترس نقض قوانینی که امتیازات را برای طبقه سامورایی محدود می‌کرد، در نمایش مال خود محدود شدند. برخی از محققان ژاپنی شروع به زیر سؤال بردن عقاید کنفوسیوسی کردند که بنیان جامعه ادو را ایجاد کرد. فناوری جدید که بهره‌وری را افزایش می‌داد، به برخی از خانواده‌های دهقان اجازه تولید مازاد غذا را می‌داد و درآمد قابل ملاحظه‌ای را ایجاد می‌کرد که می‌توانست برای حمایت از مشاغل فراتر از کشاورزی استفاده شود. برخی از دهقانان نیز به همسایگان ثروتمند خود بدهکار شدند و خانواده‌های بیشتری مالکیت زمین‌های خود را از دست دادند. این کینه ای را برانگیخت که گاهی به خشونت علیه صاحبان خانه و نخبگان روستا منجر می‌شد.
در سال ۱۸۵۳، در آغاز باکوماتسو هنگامی که قدرتهای غربی از برتری تکنولوژیکی خود برای گرفتن امتیازات از شوگون‌سالاری توکوگاوا و بستن معاهدات نابرابر استفاده کردند، جامعه ادو به‌طور فزاینده‌ای مورد انتقاد مردم ژاپن قرار گرفت. بسیاری از مردم ژاپن از جمله اعضای سامورایی شروع به سرزنش شوگون‌سالاری توکوگاوا به علت «عقب ماندگی» ژاپن و تحقیر ناشی از آن کردند. یک جنبش نوسازی که طرفدار لغو فئودالیسم و بازگشت قدرت به دربار امپراتوری بود، سرانجام شوگون‌سالاری توکوگاوا را تحت عنوان اصلاحات میجی در سال ۱۸۶۸ سرنگون کرد. دولت جدید، دولت میجی یا امپراتوری ژاپن به زودی سیستم طبقاتی توکوگاوا که ویژگی جامعه ادو بود را لغو کرد. طبقات کوگه و دایمیو با امتیازات و تبعیض طبقاتی که الیگارشی میجی را تشکیل می‌داد، در طبقه اشرافی کازوکو ادغام شدند. بیشتر سامورایی‌های باقیمانده که به کازوکو تبدیل نشدند، به عنوان شیزوکو، یک طبقه متمایز و بدون امتیازات طبقاتی که صرفاً یک عنوان در ثبت دولت بود، تعیین شدند. عوام و بوراکومین‌ها بدون محدودیت یا تمایز برای شغل خود در یک طبقه عادی قرار گرفتند، گرچه بوراکومین‌ها همچنان با تبعیض مشابه جامعه ادو روبرو بود.